# Cecily Neville
Denna artikel handlar om Cecily Neville av York, se även Cecily Neville av Warwick.
Cecily Neville, född 3 maj 1415, död 31 maj 1495, hertiginna av York, kallades Rabys ros eftersom hon fötts på Raby Castle i Durham i England) och Stolta Cis på grund av sin stolthet och temperament. 

## Biografi
Hon var dotter till Ralph Neville, 1:e earl av Westmorland och Johanna Beaufort. Hennes mor var barnbarn till Edvard III av England. 1437 gifte sig Cecily med Rikard, hertig av York, ledare för Huset York i Rosornas krig, och två av deras söner blev kungar: Edvard IV av England och Rikard III av England. Hon var känd såväl för sin fromhet som för sin stolthet. 
Det har påståtts att hennes son Edvard var illegitim och att fadern skulle ha varit en bågskytt vid namn Blaybourne. Detta rykte blommade upp under Edvards regeringstid och sägs vanligtvis ha kommit från hans bror, George, hertig av Clarence, som försökte att gripa tronen själv. Det finns dock inga trovärdiga källor som visar på att Edvard skulle ha varit illegitim.

## Barn med Rikard av York
1. Johanna av York (1438).
2. Anne av York (10 augusti 1439-14 januari 1476], gift med Henry Holland, 3:e hertig av Exeter
3. Henrik av York (född 10 februari 1441)
4. Edvard IV av England (28 april 1442 - 9 april 1483)
5. Edmund, earl av Rutland (17 maj 1443 - 31 december 1460)
6. Elizabeth av York (22 april 1444 - efter januari 1503), gift med John de la Pole, 2:e hertig av Suffolk
7. Margareta av Burgund (3 maj 1446 - 23 november 1503)
8. William av York (född 7 juli 1447)
9. John av York (född 7 november 1448)
10. George, hertig av Clarence (21 oktober 1449 - 18 februari 1478)
11. Thomas av York (född omkring 1451)
12. Rikard III av England (2 oktober 1452 - 22 augusti 1485)
13. Ursula av York (omkring 1454).